# Onze-Lieve-Vrouw Maagd der Armenkerk (Schoonbeek)

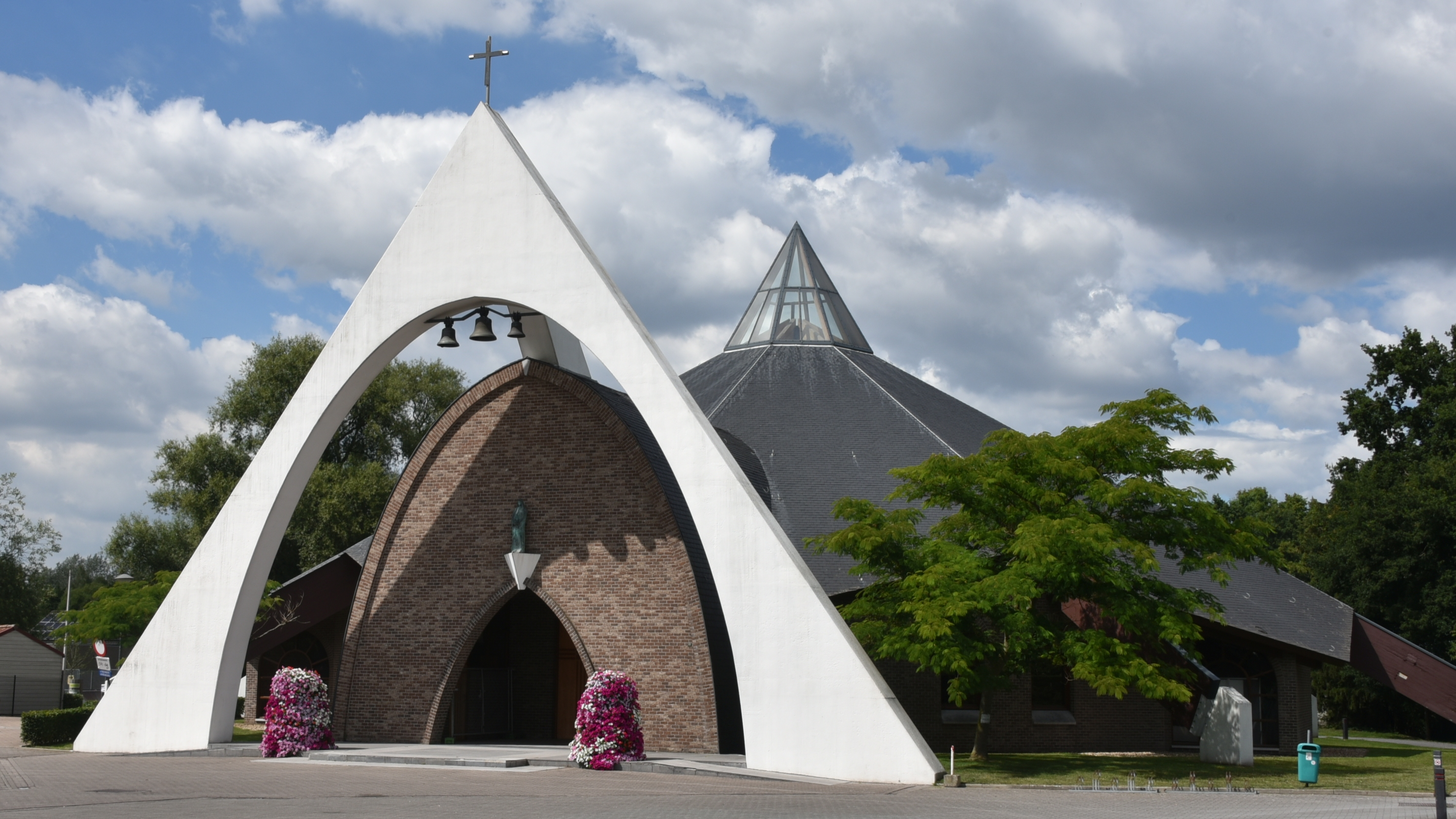
Onze-Lieve-Vrouw Maagd der Armenkerk

De Onze-Lieve-Vrouw Maagd der Armenkerk is de parochiekerk van het tot de deelgemeente Beverst behorende dorp Schoonbeek, gelegen aan Schoolstraat 1.

## Geschiedenis
De gelovigen van Schoonbeek behoorden oorspronkelijk tot de parochie Bilzen. Vanaf 1837 splitste de parochie van Beverst, waartoe ook Schoonbeek ging behoren, zich hiervan af.
Vooral na de Tweede Wereldoorlog breidde de bevolking van Beverst zich aanzienlijk uit. Dit leidde tot de stichting van een school in 1952, en van een hulpkerk in 1961. In 1978 werd Schoonbeek verheven tot zelfstandige parochie, en splitste zich af van Beverst. Vanaf 1983, toen Schoonbeek het 650-jarig bestaan vierde, werd geld ingezameld voor een nieuwe kerk, en deze kwam in 1993 gereed. Ze wordt beschouwd als een van de laatste die in Belgisch-Limburg zou worden gebouwd.

## Gebouw
De kerk heeft een zeer moderne uitstraling. De muren zijn van baksteen, en er is een betonnen toegangspoort met paraboolvormige uitsparing, waarin ook de klokken hangen. De voorgevel heeft een paraboolvorm en wordt gesierd door een bronzen Maagd der Armenbeeld. De kerk zelf is een zaalkerk die gedekt wordt door een veelhoekige lichtkoepel van prefab houten spanten.